# Tomas Antonelius
Tomas Antonelius, nato Gustafsson (Stoccolma, 7 maggio 1973), è un ex calciatore svedese, di ruolo difensore, che nel 2001 ha cambiato il suo cognome in Antonelius, il cognome del marito di sua sorella perché Gustafsson è molto diffuso in Svezia. Dopo aver abbandonato la carriera da giocatore si è messo a studiare economia.